# 穆罕默德-阿里·福魯吉
穆罕默德-阿里·福魯吉（波斯語：محمدعلی فروغی ذكاءالملك、英語：Mohammad Ali Foroughi，1877年—1942年）是一位伊朗總理、教師、外交官、作家及政治家，出身自伊斯法罕一個家庭，在德黑蘭的精英學校接受教育。他在1907年成為了政治學院的院長。
1909年，福魯吉當選國會的德黑蘭代表，後來更先後成為了國會議長、內閣部長及三度出任總理，當禮薩汗辭任總理加冕為王的時候，福魯吉又代理總理一職。他在1912年成為了伊朗最高法院院長。
在第二次世界大戰期間，英蘇聯軍迫使禮薩汗遜位，時任總理的福魯吉協助禮薩汗的兒子穆罕默德·禮薩·巴列維登基。在內閣倒台後，他被任命為法院部部長，及後轉任伊朗駐美國大使，但在他正式上台之前便在德黑蘭逝世，享年65歲。福魯吉曾經是共濟會的成員。

## 註腳
1. ↑  Ghanī & Ghanī 2006，第448頁